# Clelia Barbieri
Clelia Barbieri (San Giovanni in Persiceto, 13 febbraio 1847 – San Giovanni in Persiceto, 13 luglio 1870) è stata una religiosa italiana, fondatrice della congregazione delle Suore Minime dell'Addolorata. È stata proclamata santa nel 1989 da papa Giovanni Paolo II. È la fondatrice più giovane nella storia della Chiesa.

## Biografia
Figlia di Giuseppe e Giacinta Nannetti, contadini, nacque in località Le Budrie di San Giovanni in Persiceto, piccolo centro della provincia di Bologna. Suo padre morì per colera quando lei aveva otto anni e, da allora, dimostrò il desiderio di essere di aiuto alla madre e alla sorella minore, e alle necessità dei suoi concittadini attraverso l'aiuto del parroco. Da adolescente divenne parte attiva dei catechisti del tempo chiamati Operai della Dottrina cristiana.
Pur sentendosi portata per la vita consacrata, non ebbe la possibilità di entrare in convento per mancanza di una dote, a quel tempo necessaria. Nonostante le sue precarie condizioni di salute, progettò con alcune compagne di dedicarsi agli altri: istruzione alle bambine che spesso non venivano mandate a scuola, assistenza agli ammalati, catechismo ai ragazzi, lavori di cucito e ricamo per potersi mantenere. Il parroco don Guidi, comprendendo il valore della proposta, mise a disposizione una piccola casa di fronte alla chiesa, che divenne il centro delle attività del gruppo. Il 1º maggio 1868 fu così fondata la cosiddetta casa del maestro, che si inseriva a tutti gli effetti nella vita parrocchiale. Ben presto la giovane Clelia ne assunse il ruolo di guida, tanto che sovente veniva chiamata "Madre".
Morì di tubercolosi all'età di soli 23 anni, il 13 luglio 1870. Poco prima di morire fece la promessa di non abbandonare le sue compagne e pronunciò le sue ultime parole: «Me ne vado in paradiso e tutte le sorelle che moriranno nella nostra famiglia avranno la vita eterna...», anticipando così la fondazione della Congregazione delle Suore Minime dell'Addolorata, avvenuta qualche anno dopo.
Un anno dopo, mentre si stava pregando nella stanza dove la giovane era morta, nel frattempo convertita in cappella, i presenti udirono distintamente la sua voce. Questo fenomeno, riportato numerose volte anche a distanza di molti anni e anche da persone assolutamente incredule, fu tenuto presente dalla Santa Sede nel processo di canonizzazione con la verifica di moltissime testimonianze.
Il primo ad interessarsi delle virtù della giovane era stato il cardinale Giorgio Gusmini, arcivescovo di Bologna dal 1914 al 1921, che pubblicò nel 1917 un opuscolo in cui diede ampio spazio alle testimonianze sulla "voce". Suor Nazzarena Tassinari, che alla fine del secolo XIX era entrata nell'istituto creato da Clelia ed era poi divenuta vicaria generale rimanendo a Le Budrie fino alla morte avvenuta nel 1931, sosteneva che tale voce era il modo con cui Clelia faceva sentire la sua costante presenza, come aveva promesso in fin di vita.  
Clelia Barbieri fu beatificata il 27 ottobre 1968 da papa Paolo VI ed innalzata agli onori degli altari da Giovanni Paolo II, divenendo santa della Chiesa cattolica il 9 aprile 1989. A lei sono intitolate la chiesa parrocchiale di Cavazzona di Castelfranco Emilia e una chiesa sussidiale di Castel San Pietro Terme, entrambe nell'Arcidiocesi di Bologna.
La sua festa liturgica si celebra il 13 luglio. In questa occasione viene celebrata, dall'arcivescovo di Bologna, una messa all'aperto nel paese natìo.